# Tempe, Arizona
Tempe este un oraș din comitatul Maricopa, statul  Arizona,  Statele Unite ale Americii. Tempe este parte a Zonei metropolitane Phoenix, fiind parctic unit cu Phoenix, capitala statului Arizona. Orașul are suprafața de 102,3 km² și avea în anul 2005, o populație de 161.143 de locuitori.
Tempe este orașul sediu al companiei US Airways, fiind un solid centru universitar, unde se găsește Arizona State University, care după numărul studenților este pe locul doi în Uniune. Orașul este locul de intersecție al autostrăzii naționale Interstate 10 cu o ramificație a lui Highway 60, precum și cu magistrale locale, autostrăzile "buclă", 101 și 202.

## Demografie
| Anul | Locuitori¹ |
| ---- | ---------- |
| 1980 | 106.743    |
| 1990 | 141.993    |
| 2000 | 158.625    |
| 2005 | 161.143    |

¹ 1980–2000 : Recensământul din; 2005: Date de la US Census Bureau

## Orașe înfrățite
- Beaulieu-sur-Mer, Franța
- Carlow, Grafschaft Carlow, Irlanda
- Lower Hutt, Noua Zeelandă
- Regensburg, Germania (din Mai 1978)
- Skopje, Macedonia
- Zhenjiang, China
- Timbuktu, Mali
- Bydgoszcz, Polonia